# Pēteris Kalniņš
Pēteris Kalniņš (ur. 15 grudnia 1988 w Rydze) – łotewski saneczkarz, dwukrotny medalista mistrzostw świata juniorów.

## Kariera
Pierwszy sukces w karierze osiągnął w 2007 roku, kiedy zdobył brązowy medal w konkurencji drużynowej podczas mistrzostw świata juniorów w Cesanie. Na rozgrywanych rok później mistrzostwach świata juniorów w Lake Placid w parze z Oskarsem Gudramovičsem zdobył brązowy medal w dwójkach. W tym samym składzie Łotysze stanęli 10 stycznia 2016 roku na podium zawodów Pucharu Świata w Siguldzie. W 2014 roku zajęli ósme miejsce podczas mistrzostw Europy w Siguldzie. W 2010 roku wystartowali na igrzyskach olimpijskich w Vancouver, kończąc rywalizację na dwunastej pozycji. Na rozgrywanych cztery lata później igrzyskach w Soczi zajęli dziesiąte miejsce.